# مايكل فيلد (طبيب)
مايكل فيلد (بالإنجليزية: Michael Field)‏ ـ (20 يوليو 1933 ـ 23 أغسطس 2014) هو طبيب وأكاديمي وباحث أمريكي تخصص في طب الجهاز الهضمي. تقاسم جائزة الملك فيصل العالمية في الطب سنة 1404 هـ/1984 م مع مواطنيه ويليام غرينوف وجون فوردتران، وذلك «تقديرًا لأعماله المميزة في مكافحة أمراض الإسهال».

## حياته
ولد مايكل فيلد في العاصمة البريطانية لندن لأب ألماني في 20 يوليو 1933،وكان أبوه هانس هيرشفيلد رجل أعمال، وأمه ميريام فيلد طبيبة. انتقلت الأسرة بعد مولده إلى مدينة هامبورغ الألمانية، غير أنها سرعان ما قررت الهجرة إلى الولايات المتحدة الأمريكية في وقت كانت فيه غيوم الحرب العالمية الثانية تتجمع في الأفق الأوروبي.
عاش مايكل فيلد مع أسرته في مدينة بويبلو بولاية كولورادو، وفيها التحق بالمدرسة الثانوية، حتى توفي والده وهو في الخامسة عشرة فانتقل مع والدته إلى شيكاغو حيث التحق بجامعة شيكاغو لدراسة الأدب الإنجليزي، فحصل على درجة البكالوريوس في الآداب مع مرتبة الشرف سنة 1953، وظل حبه للغة واضحًا طيلة حياته حتى في كتاباته العلمية بعد أن تحول إلى الطب.
رأى فيلد فيما بعد أن دراسة الأدب الأمريكي الأفريقي ومحيطه الاجتماعي لا مستقبل لها، فقرر التحول إلى دراسة الطب، ليلتحق بمدرسة طب جامعة بوسطن ويحصل منها على شهادته الطبية سنة 1959، ثم يلتحق بتدريب الأطباء المقيمين في تخصص الطب الباطني بمستشفى كيلفلاند الحضري العام (بالإنجليزية: Cleveland Metropolitan General Hospital)‏. أتم فيلد خدمته العسكرية كمساعد إكيلينيكي بالمعهد الوطني للسرطان.
بعد أن أنهى فيلد خدمته العسكرية، بدأ حياته البحثية زميلًا بحثيًا في مجال الفيزياء الحيوية، ثم عمل زميلًا في طب الجهاز الهضمي بمدرسة طب هارفارد، التي صار عضوًا بهيئة تدريسها عندما عُين أستاذًا مشاركًا بمستشفى بيث إسرائيل. وفي سنة 1977، عاد فيلد إلى جامعة شيكاغو ـ الجامعة التي حصل منها على درجته الطبية الأولى ـ أستاذًا. وفي سنة 1984 صار رئيسًا لقسم طب الجهاز الهضمي وأستاذًا للطب وعلم وظائف الأعضاء بجامعة كولومبيا. وقد ظل فيلد رئيسًا لقسم طب الجهاز الهضمي بجامعة كولومبيا 17 عامًا عمل فيها على تدريب وتطوير العديد من الباحثين وأعضاء هيئة التدريس بالجامعة الذين برزوا فيما بعد على الصعيد العالمي.
بعد تقاعد فيلد، منحته جامعة كولومبيا درجة أستاذ متميز بكلية الأطباء والجراحين التابعة لها.

## أبحاثه
أجرى فيلد دراسات عديدة حول أمراض الإسهال وسبل مكافحتها، واهتم بشكل أساسي بدراسة الآليات المتعلّقة بانتقال السوائل وأيونات الأملاح عبر الأمعاء. كما اكتشف ـ بالاشتراك مع البروفيسور ويليام غرينوف الثالث ـ كيفية عمل سموم الكوليرا، فوجـدا أنها تزيد من إفراز أحادي فوسفات الأدينوزين الحلقي، وبالتالي تؤدي إلى زيادة إفراز السوائل والأيونات من الغشاء المخاطي للأمعاء. وقد تناولت بحوثهما مختلف التغيرات المرتبطة بانتقال الأيونات وإفراز السوائل عبر الخلايا المبطّنة للأمعاء، كما اكتشفا نوعين من السموم التي تفرزها بكتيرية الإشريكية القولونية، و درسا العلاقات الهرمونية التي تتحكم في وظائف الأمعاء. وقد أسهمت تلك البحوث بقدر كبير في تطوير وسائل جديدة لعلاج الإسهالات البكتيرية والتقليل من مضاعفاتها.